# Carmen Martorell Pallás
Carmen Martorell Pallás (València, 28 de març de 1942) és una psicòloga i política valenciana, diputada al Congrés dels Diputats en la VII legislatura.

## Biografia
Doctorada en filosofia i lletres per la Universitat de València, ha estat professora titular del Departament de Personalitat, Avaluació i Tractament Psicològic de la Facultat de Psicologia de la Universitat de València. De 1995 a 2000 fou Directora general d'Ensenyament Universitari i Investigació de la Generalitat Valenciana.
Fou diputada pel PP per la província de València a les eleccions generals espanyoles de 2000, però deixà l'escó uns mesos després quan fou nomenada Secretària General de Medi Ambient, càrrec que va ocupar fins a 2003. Fou força criticada per organitzacions ecologistes per la seva compareixença al Senat sobre el linx ibèric, animal al que qualificà de poc espavilat. El 2006 fou nomenada presidenta de la Fundació Valenciana de la Qualitat.

## Obres
- El sistema universitario valenciano. Libro Blanco (1999), coordinadora[7]
- Evaluación de las dimensiones de socialización en niños y adolescentes: una década de investigación (1992)
- Socialización y conducta prosocial (1996)[8]